# The Crow: City of Angels
The Crow: City of Angels is een Amerikaanse horror/drama/actiefilm uit 1996, gebaseerd op de stripserie The Crow. De film werd geregisseerd door Tim Pope. Hoofdrollen worden vertolkt door Vincent Perez, Mia Kirshner en Richard Brooks.
De film is een vervolg op de cultfilm The Crow, maar vertelt voor een groot deel een opzichzelfstaand verhaal. De enige binding tussen beide films is het personage Sarah.

## Verhaal
De film speelt in Los Angeles. Op een avond zijn een monteur genaamd Ashe Corven en zijn achtjarige zoontje Daniel getuige van een moord gepleegd door een bende geleid door drugsbaron Judah Earl. De twee worden vermoord en hun lijken in zee gedumpt.
Een jaar later brengt een mysterieuze kraai Ashe weer tot leven als ondode om wraak te kunnen nemen. Rond dezelfde tijd krijgt Sarah, een jonge vrouw die als kind getuige was van de terugkeer van Eric Draven, dromen over Ashe en Daniel. Ze beseft wat er gaande is en zoekt Ashe op om hem te helpen met zijn missie. Ze geeft Ashe een kostuum en make-up gelijk aan die van Eric toen hij terugkwam als The Crow, waarna Ashe eropuit trekt om alle leden van Judah’s bende te vermoorden.
Ashe heeft succes met de eerste paar bendeleden, maar zijn daden trekken Judah’s aandacht. Zijn handlanger, een blinde profeet genaamd Sybil, ontdekt Ashe’s geheim. Judah besluit hiervan gebruik te maken om zelf de krachten van The Crow te krijgen. Hij laat Sarah ontvoeren om Ashe naar zich toe te lokken. Vervolgens voert hij een ritueel uit dat hem dezelfde krachten geeft als Ashe. Wanneer Ashe opduikt, doodt Judah Sarah.
Ashe en Judah vechten het uit in een kerk, maar daar ze nu beide ondood zijn, kunnen ze elkaar niets doen. Ashe roept de hulp in van meerdere kraaien om Judah te verslaan. Judah wordt door hen gedood waarna Ashe eindelijk kan rusten.

## Rolverdeling
| Acteur              | Personage            |
| ------------------- | -------------------- |
| Vincent Pérez       | Ashe Corven/The Crow |
| Mia Kirshner        | Sarah                |
| Richard Brooks      | Judah Earl           |
| Thuy Trang          | Kali                 |
| Iggy Pop            | Curve                |
| Thomas Jane         | Nemo                 |
| Vincent Castellanos | Spider-Monkey        |
| Eric Acosta         | Danny                |
| Ian Dury            | Noah                 |
| Tracey Ellis        | Sybil                |
| Beverley Mitchell   | Grace                |
| The Deftones        |                      |
| Magic               | de Kraai (onvermeld) |

## Achtergrond
Veel van de oorspronkelijk geplande scènes zijn weggelaten of in aangepaste vorm verwerkt in de film. Fans hebben meerdere malen geprobeerd om een speciale editie uit te laten brengen met alle verwijderde scènes, maar dit is tot op heden niet gebeurd. Wel zijn er onofficiële edities in omloop waarin door filmliefhebbers zelf is geprobeerd de verwijderde scènes weer toe te voegen.
The Crow: City of Angels stond in het eerste weekend het hoogst genoteerd qua kaartverkoop vergeleken met andere films, met een opbrengst van 9.785.111 dollar. De totale wereldwijde opbrengst bedroeg 17.917.287 dollar. Dit was overigens wel minder dan bij de vorige film.
De film is bewerkt tot een roman door Chet Williamson. Tevens is er een stripversie van gepubliceerd door Kitchen Sink Press. Deze bevatten beide het originele einde van de film, waarin Ashe niet terugkeert naar de dood maar over Los Angeles blijft waken.
Er bestaat een videospel van de film.

### Soundtrack
1. Hole - Gold Dust Woman (5:09)
2. White Zombie - I'm Your Boogieman (4:29)
3. Filter - Jurassitol (5:13)
4. P.J. Harvey - Naked Cousin (3:56)
5. Bush - In a Lonely Place (6:01)
6. Tricky vs. The Gravediggaz - Tonite Is a Special Nite (4:45)
7. Seven Mary Three - Shelf Life (4:33)
8. Linda Perry en Grace Slick - Knock Me Out (6:52)
9. Toadies - Paper Dress (4:47)
10. NY Loose - Spit (5:54)
11. Korn - Sean Olson (4:48)
12. Deftones - Teething (3:34)
13. Iggy Pop - I Wanna Be Your Dog (4:45)
14. Pet - Lil' Boots (4:09)
15. Above the Law en Frost - City of Angels (4:54)
16. Heather Nova en Graeme Revell - Believe in Angels (5:28)

## Prijzen en nominaties
In 1997 werd The Crow: City of Angels genomineerd voor een IHG Award in de categorie “beste film”.